# Pablo Bartholomew
Pablo Bartholomew, né en 1955  à New Delhi, est un photojournaliste indien. Il est récipiendaire du World Press Photo of the Year 1985 pour sa photographie de l'enterrement d'une fillette tuée lors de la catastrophe de Bhopal. 

## Biographie
Pablo Bartholomew est né en 1955 à New Delhi